# Laud
Владислав Андрійович Каращук (відоміший як Laud, стилізовано як LAUD; нар. 14 жовтня 1997, Київ, Україна) — український R&B співак та композитор, автор пісень. Фіналіст шоу «Голос Країни», учасник національного відбору на Євробачення у 2018 і 2019 роках.

## Життєпис
Влад Каращук народився в Києві 14 жовтня 1997 року в сім'ї професійних музикантів. З п'яти років займався гітарою, а з семи — вокалом. Закінчив Київську гімназію № 177 та музичну школу № 7 за спеціальністю гітара та вокал. З 9 років Влад брав участь у дитячих вокальних конкурсах, серед яких «Крок до зірок», «Чорноморські ігри», «Слов'янський базар», відбір «Дитячого Євробачення» і «Дитяча Нова хвиля». Практично на всіх національних та міжнародних конкурсів і фестивалів він ставав дипломантом або лауреатом. Після закінчення школи Влад вступив до Київського інституту музики імені Р. М. Глієра на відділення естрадного вокалу. Паралельно з навчанням він займався у філії American Music Academy.
2015 року виступив на фестивалі «Alfa Jazz Fest».
2016 року взяв участь у шоу «Голос країни», де дійшов до фіналу.
28 липня 2016 року вийшов відеокліп на пісню «Відчуваю», яка була записана за участі CbIP. 3 серпня 2016 року була представлена нова відеоробота на пісню «Good morning», яка була записана у суміші джазу і хіп-хопу за участю репера Very the Jerry.
12 травня 2017 виступив на розігріві у Джамали на її концерті у Палаці спорту.
Через два тижні на всіх провідних радіостанціях України стартував його дебютний сингл, а 19 липня вийшов перший відеокліп на пісню «У цю ніч». 12 грудня світ побачив другий сингл «Не залишай» та відеокліп до пісні.
16 січня 2018 року стало відомо, що Laud візьме участь у Нацвідборі до Євробачення. За результатами жеребкування, 10 лютого виступив у першому півфіналі національного відбору, виконавши пісню «Waiting», та вийшов до фіналу.
16 березня співак випустив новий сингл, під назвою «Вигадав».. Пізніше до нього було презентовано офіційний відеокліп. Наприкінці 2018 року, Laud представив повноформатний альбом «Музика».
У лютому 2019 року він взяв участь у нацвідборі на «Євробачення 2019», з українськомовним треком «2 дні».
17 грудня 2022 року був представлений другий альбом артиста "DUAL".
Після повномасштабного вторгнення Росії в Україну 24 лютого 2022 року, зосередив власну діяльність, як артист на благодійних напрямах. Дав більше 50 концертів в Україні і закордоном, закриваючи запити військових та людей постраждалих від війни. 
14 жовтня 2022 року на благодійному ярмарку у місті Рівне, де артист виступав як хедлайнер, було зібрано 1 000 000 гривень на потреби ЗСУ. Артисту в цей день виповнилось 25 років. 

## Сингли
- «У цю ніч» — 2017
- «Не залишай» — 2017
- «Waiting» — 2018
- «Вигадав» — 2018
- «Подоляночка» — 2018
- «2 дні» — 2019
- «Грязные танцы» — 2020
- «Посейдон» — 2021
- «Там де ти» — 2021
- «Stop The War» — 2022
- «Не питай» cover ОЕ — 2023

## Музичні відео
| Рік  | Назва               | Режисер                     |
| ---- | ------------------- | --------------------------- |
| 2017 | «У цю ніч»          | Дмитро Куєвда               |
| 2017 | «Не залишай»        | Анна Бурячкова              |
| 2018 | «Вигадав»           | Максим Ксьонда              |
| 2018 | «Подоляночка»       | Георгій Василюк             |
| 2019 | «2 Дні»             | Bo Zimmer                   |
| 2020 | «Грязные танцы»     | Dzen Evstigneykin           |
| 2021 | «Посейдон»          | Aleksandra Agienko          |
| 2023 | «Не питай» cover ОЕ | Дмитро Барабас та Лео Гонзо |

## Особисте життя
Український піаніст і педагог Віталій Каращук є дідом Владислава.
Мама Анжеліка Борисівна Каращук — викладач по класу фортепіано в Київському інституті музики імені Рейнгольда Глієра. Батько Андрій Віталійович Каращук — кларнетист.
З травня 2022 року активно займається благодійною діяльністю допомагаючи українським військовим та людям постраждалим від війни, яку Росія розпочала проти України